# Polarlys (Schiff, 1952)
Die Polarlys war ein norwegisches Fährschiff, das von 1952 bis 1994 auf der Hurtigruten fuhr. Ab 1994 trug das Schiff als Krankenhaus-, Hilfs- und Missionsschiff den Namen Caribbean Mercy, nach dem Weiterverkauf 2006 zunächst Home II und dann Hope II.

## Geschichte

### Polarlys
Die Polarlys wurde 1952 bei der Aalborg Værft A/S in Aalborg, Dänemark, gebaut. Sie war eins der Schiffe der „Etterkrigsflåten“, die zwischen 1949 und 1964 für die Hurtigruten gebaut wurden. Die anderen Schiffe sind bzw. waren: Nordstjernen, Finnmarken, Lofoten, Ragnvald Jarl, Erling Jarl (†), Midnatsol (†), Nordlys (†), Nordnorge (†), Sanct Svithun (†), Vesterålen (†), Harald Jarl, Håkon Jarl (†) und Kong Olav. Nach der Nordlys und Håkon Jarl war die Polarlys das dritte und letzte Schiff, das von der Aalborg Værft für die Hurtigruten gebaut wurde. Damit hatte die Hurtigruten wieder den Schiffsbestand wie vor dem Krieg, jedoch nun alle mit Dieselmotoren angetrieben. Mit den drei Schiffen aus Dänemark begann auch die Zeit der Einheitsschiffe auf der Hurtigruten.
1982 wurde der originale Hauptmotor, ein B&W-850-VF-90-Achtzylinder-Zweitaktmotor mit 2.170 kW (2.950 PS) durch einen MaK-Viertaktdiesel mit 2.699 kW (3.670 PS) ersetzt. Die Fahrtgeschwindigkeit der Polarlys steigerte sich dadurch von 15,5 auf 17,5 kn. Das Schiff hatte eine Reichweite von 3600 Seemeilen und konnte bis zu 12 Tage auf See bleiben. Es verfügte über einen 688 m³ großen Laderaum.
In 42 Dienstjahren wurde die Polarlys ausschließlich auf der Hurtigruten eingesetzt. Anfang der 1990er Jahre wurde begonnen, die alten Schiffe der „Etterkrigsflåten“ durch größere und komfortablere Neubauten zu ersetzen. In diesem Zusammenhang wurde die Polarlys 1994 an Mercy Ships verkauft, der 1996 in Dienst gestellte Neubau übernahm den Namen Polarlys.

### Caribbean Mercy
Das christliche Hilfs- und Missionswerk Mercy Ships kaufte das Schiff 1994 und baute es von der Passagierfähre in ein Krankenhausschiff um. Als Caribbean Mercy wurde das Schiff parallel zur Anastasis und zur Island Mercy für humanitäre Einsätze vorwiegend in Mittel- und Südamerika sowie in der Karibik verwendet. Bis 2006 wurde die Caribbean Mercy eingesetzt, ihr letzter Einsatz war als Stützpunkt für Hurrikan-Hilfe an der US-Golfküste im Winter 2005 / 2006. Danach wurde sie und die Anastasis durch die neue und wesentlich größere Africa Mercy ersetzt.
In den zwölf Jahren bei Mercy Ships besuchte die Caribbean Mercy bei 56 Einsätzen insgesamt 137 Häfen in 13 verschiedenen Entwicklungsländern vorwiegend in Mittelamerika. Dabei wurden an Bord des Schiffes über 7.000 Operationen durchgeführt, 18.200 Zahnbehandlungen und 54.300 allgemeinmedizinische Behandlungen durchgeführt, 1.500 Schulungseinsätze für medizinisches Personal abgehalten, 140 verschiedene Bau- und Landwirtschaftsprojekte vollendet sowie medizinische Ausrüstung im Wert von 2,4 Millionen US-Dollar an einheimische Gesundheitswesen in den Einsatzgebieten übergeben. In der Summe hatten die rund 289.000 Einzeleinsätze einen Gesamtwert von annähernd 120 Millionen US-Dollar, die durch Spenden und freiwillige Hilfen aufgebracht wurden. Dazu führte die Caribbean Mercy zwischen den einzelnen Hilfseinsätzen Fundraising-Einsätze in der Ersten Welt durch.

### Das Ende
Die Caribbean Mercy wurde 2006 an Sherman Family Charitable FDN, Panama, verkauft. Der neue Eigner wollte das nun in Home II umbenannte Schiff renovieren, was der schlechte Zustand des Schiffes wohl verhinderte. 2010/2011 wurde es schließlich im Hafen von Cristóbal in der Provinz Colón, Panama, verschrottet.